# Bernard Schuiteman
Bernard Schuiteman (* 3. Oktober 1973 in Garderen (Barneveld), Gelderland) ist ein ehemaliger niederländischer Fußballspieler.

## Karriere

### Spieler
Der Abwehrspieler begann als Vorstopper bei den Veluwse Boys und kam über den FC Twente in die Bundesliga zu Bayer 04 Leverkusen. Hier kam von 1993 bis 1995 nur zu sechs Bundesligaeinsätzen. Noch in der Saison 1994/95 kehrte er in die Niederlande zurück und spielte für Feyenoord Rotterdam. Mit diesem Verein wurde er 1999 niederländischer Meister. Bis 1999 hatte er in über 80 Spielen zwei Tore erzielt, bevor er an den FC Utrecht ausgeliehen wurde und dort zu 16 weiteren Einsätzen kam. Zwar kehrte er zur Saison 1999/2000 zu Feyenoord zurück, kam aber nicht zum Zuge. Er wechselte nach Österreich zum Grazer AK, aber auch dort kam er nur zu sieben Einsätzen. 
Danach zog es ihn wieder nach Deutschland; er absolvierte in der Saison 2000/01 für den 1. FSV Mainz 05 in der Zweiten Bundesliga acht Spiele. In der folgenden Saison bei der SpVgg Unterhaching spielte  er zweimal. Seine nächsten Vereine waren Apollon Limassol auf Zypern und Cambuur Leeuwarden in den Niederlanden. 
Er spielte zuletzt beim ASK Ybbs in der 2. Landesliga West in Niederösterreich.

### Trainer
Seine erste Station nach seiner aktiven Fußballerkarriere war in Niederösterreich beim FC Waidhofen/Ybbs als Jugendtrainer und Sportdirektor, von dort zog es ihn 2010 weiter nach Oberösterreich zur Fußballakademie Linz, wo er die ansässige U18-Mannschaft für zwei Jahre trainierte. Mit der neuen Saison 2012 ging Schuiteman als Scout zu Twente Enschede in die Niederlande zurück. Weitere Stationen als Scout waren Rapid Wien, Manchester United und Wolverhampton Wanderers, seit 9. April 2020 ist Schuiteman der neue Sportdirektor des Schweizer Fußballklubs Grasshoppers Zürich.

## Erfolge
- 1 × Niederländischer Meister: 1999
- 1 × Niederländischer Pokalsieger: 1995
- 1 × Österreichischer Pokalsieger: 2000